# مخلب استمالة

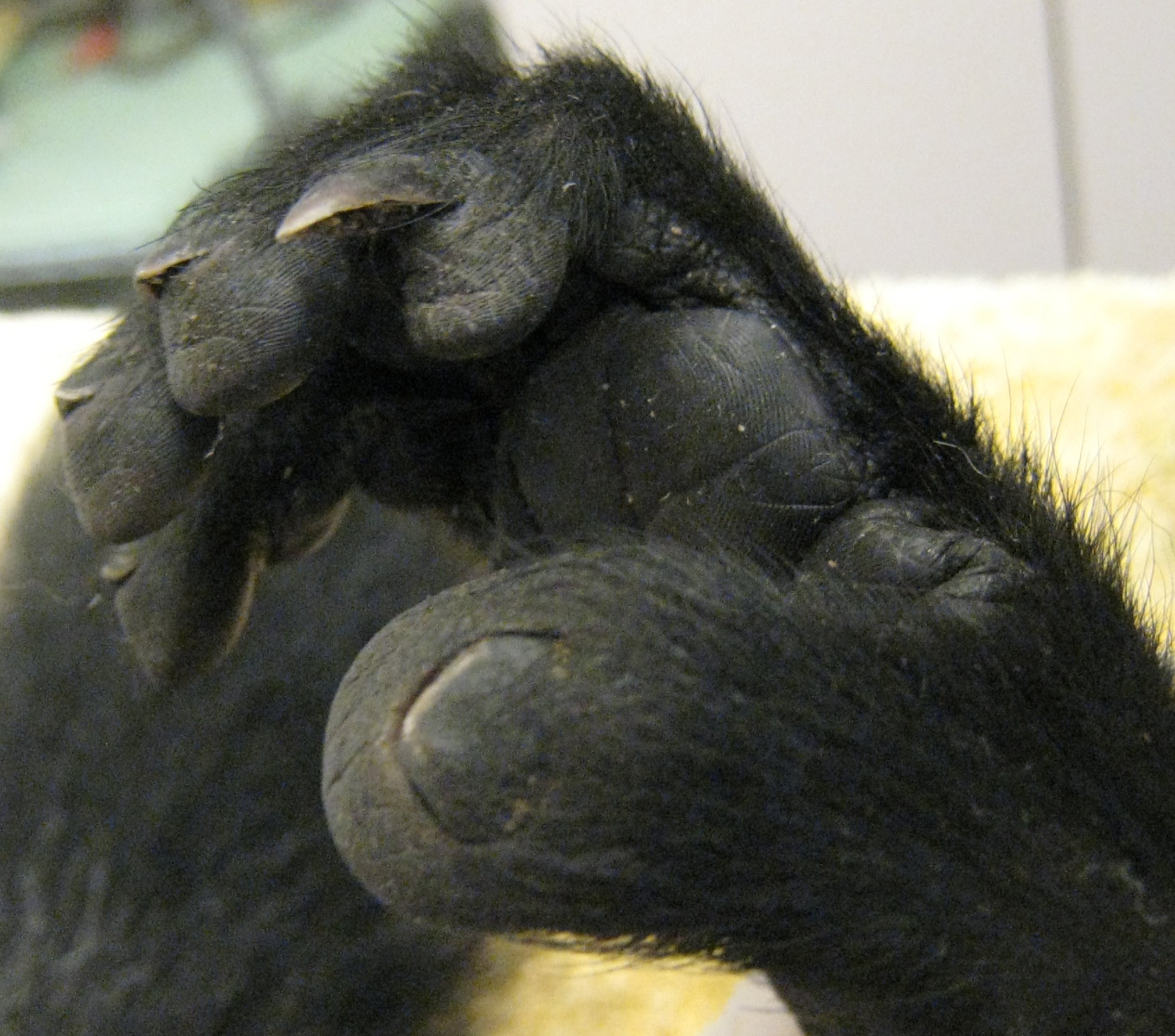
تقريب على قدم ليمور مطوق، يظهر فيه مخلب الاستمالة

مخلب الاستمالة أو مخلب التنظيف هو مخلب أو ظفر موجود في الرئيسيات الحالية، ويستخدم في الاستمالة التنظيف الشخصي. جميع السعالي البدائية تمتلك هذا المخلب مع اختلاف الأصابع الحاوية له.